# (300203) 2006 WE111
(300203) 2006 WE111 es un asteroide perteneciente al cinturón de asteroides, región del sistema solar que se encuentra entre las órbitas de Marte y Júpiter, más concretamente a la familia de Higía, descubierto el 19 de noviembre de 2006 por el equipo del Spacewatch desde el Observatorio Nacional de Kitt Peak, Arizona, Estados Unidos.

## Designación y nombre
Designado provisionalmente como 2006 WE111. 

## Características orbitales
2006 WE111 está situado a una distancia media del Sol de 3,121 ua, pudiendo alejarse hasta 3,651 ua y acercarse hasta 2,590 ua. Su excentricidad es 0,170 y la inclinación orbital 4,204 grados. Emplea 2014,11 días en completar una órbita alrededor del Sol.

## Características físicas
La magnitud absoluta de 2006 WE111 es 15,9. 